# Clasa lui 3000
Clasa lui 3000 (engleză Class of 3000) este un serial de desene animate muzical creat de André Benjamin și Thomas W. Lynch pentru Cartoon Network. Serialul urmărește pe Sunny Bridges (dublat de André Benjamin) care învață un grup de studenți la Școala de Realizare a Artelor Westley din Atlanta, Georgia. Bridges este un artist de blues și jazz care predă ocazional la locul rezidențial Five Little Points din Atlanta. Atât Cartoon Network, cât și trupa Outkast sunt bazate în Atlanta. 28 de episoade au fost produse.
Clasa lui 3000 a fost realizat de Tom Lynch Company, Moxie Turtle și Cartoon Network Studios. A fost ultimul serial al Cartoon Network care și-a dat premiera în tenura de manager a lui Jim Samples, care și-a dat demisia după încidentul cu bombe din Boston din 2007.

## Personaje
- Sunny Bridges
- Albert Dilbert "Micul D" Lohrasses
- Madison Spaghettini Papadopoulus
- "Phillip " Philly" Phil
- "Tamika Jones"
- Edward "Eddie" Phillip James Lawrence lll"
- Kimberly "Kim" Chin și Kameron "Kam" Chin
- Directorul Luna
- Leela Lopez
- Petunia Squatenchowder
- Bianca Moon

## Recepție
Serialul s-a bucurat de critici pozitive, primind din partea TV.com calificativul „bun” (nota 7,1) iar din partea IMDb 5,7. Coloana sonoră a primit din partea site-ului Amazon 4,5 din 5 stele.